# Bayek de Siwa
Bayek est un personnage fictif de la franchise de jeux vidéo Assassin's Creed d'Ubisoft. Il est le protagoniste d'Assassin's Creed Origins, dans lequel il est interprété par l'acteur britannique Abubakar Salim grâce à la capture de performance, bien que sa première apparition ait eu lieu dans le roman dérivé Assassin's Creed Origins - Desert Oath, qui explore davantage son histoire. Le personnage a également fait des apparitions mineures dans les jeux ultérieurs et les médias dérivés de la franchise.
Dans le cadre historique alternatif de la série, Bayek a vécu pendant les dernières années du royaume ptolémaïque, peu de temps avant qu'il ne soit annexé par l'Empire romain en tant que province d'Égypte. Né et élevé dans la colonie isolée de l'oasis de Siwa (d'où son épithète Bayek de Siwa), il consacre sa vie à assurer la sécurité et le bien-être du peuple égyptien en tant que dernier des Medjaÿ, un titre qu'il a hérité de son père. Dans Origins, Bayek lutte contre l'incursion impérialiste des troupes romaines en Égypte tandis que son passé tragique de conspiration, de perte et de mort est progressivement révélé. Aux côtés de sa femme Aya, il est le cofondateur de "Ceux qu'on ne voit pas", l'organisation précurseur de la Confrérie des Assassins fictive de la série. En tant que chef de ce groupe, il utilisait parfois le pseudonyme « Amon » pour signer des lettres de correspondance.
Le personnage de Bayek a été accueilli positivement par les critiques et les fans de la série Assassin's Creed, et il est considéré comme l'un des meilleurs et des plus populaires protagonistes de la franchise. Comme pour les autres protagonistes de la série, Ubisoft a sorti divers produits dérivés faisant la promotion du personnage.

## Création et développement

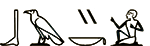
Le nom de Bayek, écrit en hiéroglyphes égyptiens, a été présenté dans des illustrations de jeu.

Le nom du personnage, Bayek, est un jeu de mots sur le mot hiéroglyphique égyptien signifiant faucon ou vautour, conformément à une longue tradition consistant à nommer les personnages protagonistes de la série d'après des oiseaux de proie,. Bayek partage une relation symbiotique avec son aigle, Senu, qui l'aide dans ses reconnaissances,. Senu est considéré comme le précurseur vivant de la vision d'aigle de la série et peut être amélioré pour distraire et attaquer les ennemis. Pendant la majeure partie du jeu, Bayek n'est pas un Assassin mais un Medjay, un homme bien connu et respecté dans la société égyptienne antique, et en tant que tel, il a moins tendance à se cacher dans l'ombre ou à se fondre dans la foule par rapport aux précédents protagonistes d'Assassin's Creed,. En tant que personnage joueur, Bayek sert également de lentille à travers laquelle les joueurs peuvent comprendre l'importance de la religion et de la vie quotidienne rituelle dans l'Égypte ancienne, ainsi que les problèmes sociétaux plus vastes en jeu dans l'Égypte ptolémaïque, tels que les conflits de classe entre les Grecs ethniques et les Égyptiens autochtones,. Le voyage narratif de Bayek révèle également les origines des traditions de base de la série comme le rituel de la plume, le doigt coupé et le saut de la foi.
Jean Guesdon, directeur créatif d’Origins, a souligné l’importance d’une approche holistique pour façonner un univers de jeu authentique, affirmant que « ce sont les petits détails qui le rendent réel ». Ainsi, chaque équipe impliquée dans le développement – qu’il s’agisse des concepteurs sonores, des animateurs, des narrateurs ou des concepteurs de niveaux – a dû s’immerger dans l’histoire de l’Égypte ancienne afin d’intégrer cette culture bien au-delà du simple décor. L’un des moyens d’y parvenir réside dans le système de quêtes du jeu, qui invite les joueurs à découvrir la civilisation égyptienne à travers des moments intimistes partagés avec d’autres personnages. Prenons l’exemple de la quête « La Promesse de Bayek » : le joueur doit y retrouver douze cercles de pierre disséminés dans le monde. Chaque découverte déclenche un flashback entre Bayek et son fils Khemu, tous deux observant les étoiles. Ces dialogues, empreints d’émotion, abordent des thèmes universels comme l’amour, la famille et le deuil, tout en les liant à une divinité égyptienne incarnée par une constellation. Ce procédé offre ainsi un aperçu subtil de la culture et des croyances de l’époque. Pour Guesdon, l’objectif de ces quêtes secondaires et de ces personnages aux histoires riches était de renforcer l’attachement du joueur à l’Égypte antique. En ancrant la narration dans des récits personnels, l’équipe a tissé sa vision de cette civilisation jusque dans les fondements mêmes des quêtes d’Origins.
Si l’arc narratif de Bayek est marqué par la vengeance, les conflits politiques et la guerre civile, les développeurs ont tenu à ce que sa véritable nature ne soit jamais éclipsée par ces drames,. Plus mûr et stoïque que les précédents protagonistes de la saga, Bayek se distingue aussi par une intensité profonde. Mais derrière cette gravité se cache un homme chaleureux, doté d’un sens de l’humour taquin et d’une tendresse particulière pour les enfants et les chats. Ces moments de douceur, où il laisse transparaître son affection, contrastent avec la douleur qu’il porte en lui depuis la perte de son fils – une blessure qui, malgré tout, n’étouffe pas sa capacité à aimer,,.
En juillet 2020, un article de Jason Schreier (Bloomberg) révélait que Bayek devait initialement être écarté – voire tué – dès le début du jeu, laissant place à Aya comme protagoniste. Interpellée par les réactions des fans, la scénariste principale Jana Sloan van Geest a reconnu son attachement à Bayek tout en admettant qu'Aya était restée « insuffisamment développée ». Elle a ainsi confirmé les informations de Bloomberg, précisant que l'importance du personnage avait été revue à la baisse au cours du développement.

### Représentation
Bayek marqua le premier grand rôle au cinéma de l'acteur britannique Abubakar Salim. À l'origine, le personnage devait figurer dans une série télévisée en animation par capture de mouvement. Salim se souvient avec amusement de son audition : après deux tours de lecture pour un personnage secondaire, on lui révéla qu'il auditionnait en réalité pour le rôle principal du prochain Assassin's Creed. Fan inconditionnel de la saga, il ressentit un mélange de stupeur et d'exaltation à l'idée d'incarner le successeur des légendaires Altaïr et Ezio.
La création de la voix de Bayek fut un processus collaboratif. Salim travailla étroitement avec les développeurs pour construire l'univers sonore du personnage. Faute d'enregistrements de l'égyptien ancien, ils développèrent un accent crédible mais distinct de l'égyptien moderne, guidés par des experts en culture pharaonique. L'acteur apprécia particulièrement les dialogues enrichis d'expressions historiques et de jurons typiques, soigneusement intégrés par l'équipe linguistique.
Les séances de capture de mouvement furent une expérience singulière. Vêtu d'une combinaison en lycra et équipé d'un casque-caméra, Salim évoluait dans un espace neutre où seule comptait son interaction avec les autres acteurs. Pour les scènes de combat, un simple bâton et un couvercle de poubelle se transformaient en épée et bouclier. Cette liberté créative, sans les contraintes du théâtre ou du cinéma, lui parut profondément libératrice. Cette expérience fut déterminante pour Salim. Elle lui révéla les coulisses du développement vidéoludique et l'inspira à fonder son propre studio, Silver Rain Games, marquant ainsi sa transition de l'interprétation à la création de jeux vidéo.

## Accueil
Bayek a reçu un accueil particulièrement enthousiaste tant auprès des critiques que des joueurs, s'imposant comme l'un des personnages les plus marquants de la série,,. Plusieurs publications l'ont classé parmi les "meilleurs personnages de jeux vidéo", tandis que Giant Bomb lui décernait le titre de "Meilleur nouveau personnage". La qualité de sa caractérisation lui valut également une nomination pour la meilleure réalisation de personnage aux DICE Awards 2018. L'interprétation d'Abubakar Salim dans ce rôle lui a valu une nomination au BAFTA du meilleur acteur en 2018, avant que les BAFTA ne le sélectionne parmi ses Breakthrough Brits en 2019 - une distinction prestigieuse qui met en lumière son talent émergent et consacre définitivement sa performance dans Assassin's Creed Origins comme un moment clé de sa jeune carrière.
Bayek fascine par la profonde contradiction qui le définit : à la fois figure paternelle bienveillante et tueur impitoyable, son parcours sanglant contraste violemment avec sa nature fondamentalement empathique. Cette dualité complexe a inspiré de nombreuses analyses critiques,,. Xalavier Nelson Jr. de Rock, Paper, Shotgun y voit l'une des représentations vidéoludiques les plus abouties de la paternité, tandis qu'Alice Bell de Videogamer.com le considère comme supérieur à Ezio lui-même, pourtant icône incontestée de la saga. Dans Game Informer, Jason Guisao salue quant à lui la manière dont Bayek incarne une noirceur humaine rarement aussi bien traitée dans le medium. Ces lectures plurielles témoignent de la richesse d'un personnage qui transcende les archétypes traditionnels, faisant de lui l'un des protagonistes les plus mémorables de la franchise Assassin's Creed.
La relation entre Bayek et Aya a été unanimement saluée par la critique comme l'un des piliers narratifs les plus forts d'Origins. Les rédacteurs de Kotaku ont particulièrement souligné la profondeur de leur histoire conjugale, la décrivant comme un point d'orgue émotionnel du jeu. Vice a quant à lui insisté sur l'authenticité poignante avec laquelle leur deuil partagé est dépeint, estimant que cette dynamique relationnelle marque tout autant les esprits que les innovations gameplay apportées par le titre. Cette représentation nuancée d'un couple uni dans la douleur mais divisé par le destin apporte une dimension humaine rare qui élève considérablement l'expérience narrative, prouvant que la force d'Origins réside autant dans ses combats que dans la vérité de ses émotions.
Face à l'engouement suscité par Bayek, Serge Hascoët, alors directeur créatif d'Ubisoft, avait évoqué la possibilité de voir le personnage apparaître dans une adaptation cinématographique ou télévisuelle aux côtés d'Aya. Cependant, comme l'a relevé US Gamer, cette déclaration semblait tempérer les espoirs d'une suite directe à Origins, Hascoët soulignant la volonté d'Ubisoft de privilégier l'exploration de nouvelles périodes historiques plutôt que de revenir sur des personnages déjà établis. Cette position reflète la philosophie créative de l'éditeur, qui place la découverte de contextes inédits au cœur de sa stratégie, même au détriment du potentiel narratif de figures pourtant plébiscitées comme Bayek.